# フレッド・トランプ
フレッド・トランプ（Fred Trump）、本名フレデリック・クライスト・トランプ（Frederick Christ Trump, 1905年10月11日 - 1999年6月25日）は、ドイツ系アメリカ人の不動産開発業者である。ニューヨーク市クイーンズ区では単世帯向け住宅を、東海岸の主要な合衆国海軍造船所の近くでは職員が住む長屋や庭付きアパート（テラスハウス）を、ニューヨーク市全体では2万7000を超えるアパートを建設・運営した。1954年には連邦住宅局と結んだ契約で暴利を得た疑いで上院の委員会から調査を受け、1973年には市民権侵害の疑いで司法省の調査を受けた。
ドイツ系アメリカ人の白人である。両親は第一次世界大戦後、ドイツ系であることを隠し「スウェーデン系だ」と嘘をついていたという。フレデリックはKKK（クー・クラックス・クラン）に所属して活動していたことがある、と推定されている。黒人嫌いで、黒人に対して差別的なことを繰り返し、人種差別的憎悪を人々の間に掻き立てて来た、と著名なフォークシンガーソングライターであるウディ・ガスリー（フレッド所有の不動産の居住者だった）から批判されたことでも知られる。
5人の子を得て、第一子（長女）マリアン・トランプ・バリーは法律家になり1999年にはビル・クリントンに指名され第3巡回区合衆国控訴裁判所判事になった。4番目の子ドナルド・トランプは、フレデリック・トランプの会社に入社し、マンハッタンの不動産開発業者となり、2017年には第45代アメリカ合衆国大統領となった。

## プロフィール

### 生い立ち
ニューヨーク市ブロンクス区にて、エリザベス・クライストとフレデリック・トランプのもとに生まれる。姉エリザベス・トランプ・ウォルターズと弟ジョンがいた。父フレデリックは元々の名をフリードリヒと言い、1885年にドイツ・プファルツ地方の小都市であるカーシュタット（当時はバイエルン王国に属していた）からニューヨーク市に移民してきた人物であった。1902年に一時帰国し、かつての隣人の娘であったエリザベス・クライストと結婚している。トランプ（Trump）という苗字はアメリカへの移民の際にTrumpfから誤って記録されたという。ボストン・グローブは、先祖代々の名字であるDrumpfがドイツ三十年戦争（1618年-1648年）を経てTrumpfに変化したのではないかと報じている。
フレッドの両親はともにドイツ生まれであったが、第二次世界大戦が終わったあと何十年も、フレッドは知り合いや友人に「自分はスウェーデンにルーツを持っている」と言い続けていた。甥のジョン・ウォルターは「居住者にはユダヤ人も多くいたので、当時はドイツ系だと知れることはまずかったのです」と述べている。
13歳の時に父フレデリックが亡くなったため、学校の放課後には木材を建築現場に運ぶ「馬方」として働かなくてはならなかった。

### KKKの暴動での逮捕
1927年のメモリアル・デー（戦没将兵追悼記念日）に、ニューヨーク市クイーンズ区でクー・クラックス・クラン（KKK）がデモを行った。彼らは「生粋のプロテスタントが、ローマカトリック信徒であるニューヨーク市警に迫害されている」と主張していた。フレッドは「デモ隊解散命令に従わなかった」としてその日に逮捕された7人のうちの1人であった。ロングアイランド・デイリー・プレスは記事内で、逮捕された7人はKKKの正装をしており、そのためフレッドもKKKのメンバーであると推測した。
フレッドの息子であるドナルドは2015年にニューヨーク・タイムズに問われた際、父の逮捕に関する記述をすべて否定し、父は別の場所に住んでいた（ため、逮捕された人物は父とは異なる）と答えた。しかし2016年2月、ワシントンポストは国勢調査の記録を用いて、フレッドが逮捕時に当該地域に住んでいたことを明らかにした。

## 経歴

### 事業活動
フレッドは大工を始め、設計図を読み取る訓練を受けた。1920年には15歳で不動産業・建設業を始め、エリザベス・トランプ・アンド・サンという会社を母エリザベス・クライスト・トランプとともに設立する。母エリザベスは名義貸しをしたのではなく実質的な経営者であり、フレッドが21歳になるまでは小切手にサインするのは彼女の役割であった。1923年には800ドルを母エリザベスから借り、ニューヨーク市クイーンズ区ウッドハーベンに最初の家を建設して7000ドルで売り払う。1927年、フレッドが22歳の時にエリザベス・トランプ・アンド・サンは正式に株式会社化した。
1920年代後半にはクイーンズ区に単世帯向け住宅を建設し始めた。一律3990ドルで売られていたという。1930年代半ばには世界大恐慌のさなかに、ウッドハーベンにてトランプマーケットという名のスーパーマーケットを展開し、「自分で買うのは安心だ！」という広告で瞬く間に人気店となった。しかしわずか1年後にそのスーパーマーケットをキング・カレンというスーパーマーケット・チェーンに売り払った。

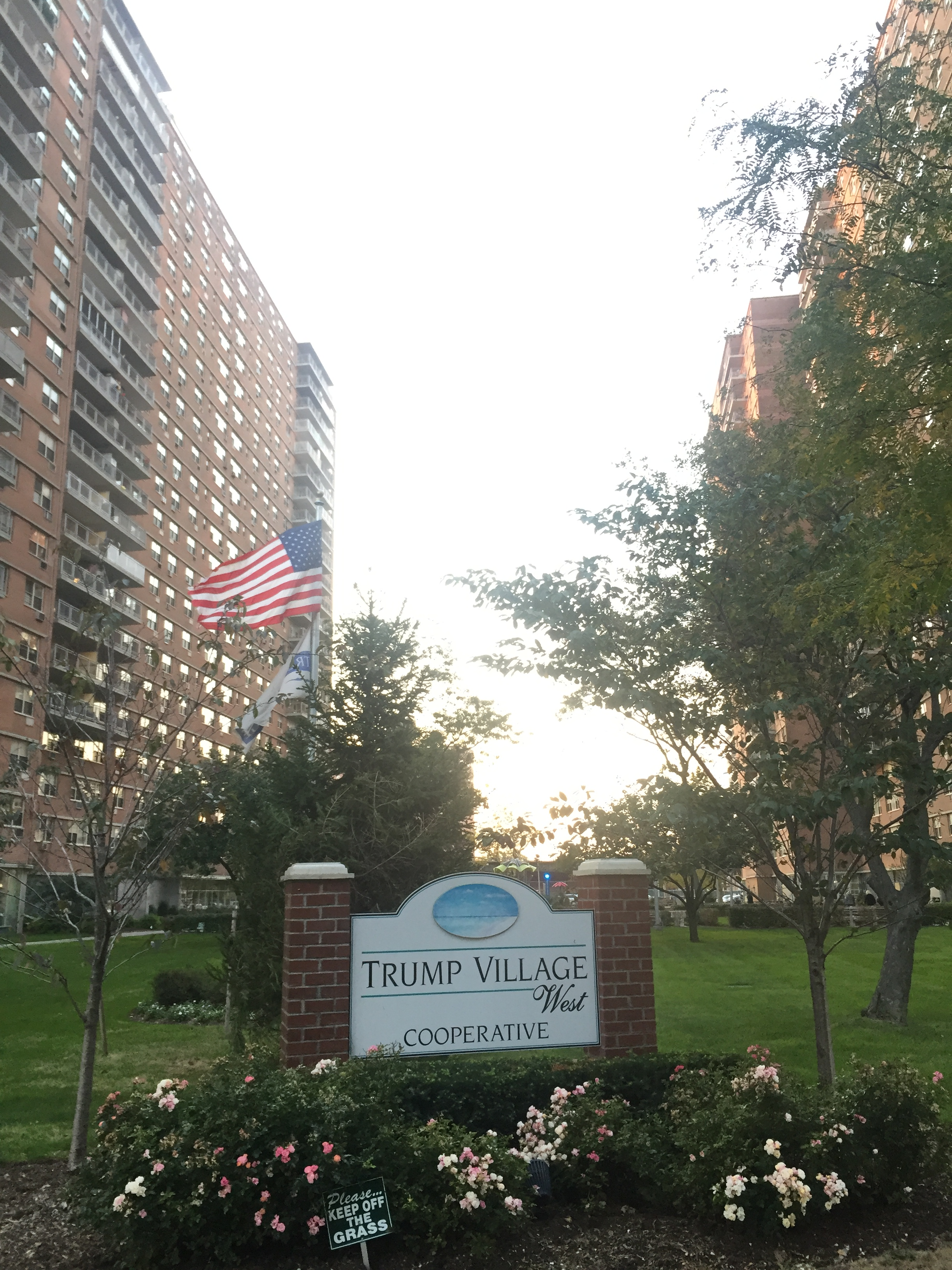
トランプ・ヴィレッジ

第二次世界大戦中には、東海岸にある合衆国海軍の主要な造船所（ペンシルベニア州チェスター、ヴァージニア州ニューポートニューズ、ノーフォークなど）の近くに職員向けの長屋や庭付きアパート（テラスハウス）を建設した。戦争が終わると中流階級向け家族住宅（つまり退役軍人の家族向け）に手を広げ、1949年にはニューヨーク市ブルックリン区のベンソンハーストにショア・ヘイブンを、1950年にはコニーアイランド近くにビーチ・ヘイブンを建設した（総計2700のアパート）。1963年から1964年にかけては、コニーアイランドにトランプ・ヴィレッジという名の共同住宅を7000万ドルかけて建設した。
1954年には、公的機関との契約で暴利を得た疑いで上院の委員会から調査を受けた。これにはビーチ・ヘイブンの建設費を370万ドルと誇張した疑いも含まれる。上院銀行委員会の証人喚問において、ウィリアム・F・マッケナ（アイゼンハワー大統領の住宅関連の諮問委員会で議長を務めた）がこの調査は連邦住宅局（FHA）内における「スキャンダル」であると指摘し、フレッドとそのビジネスパートナーであるウィリアム・トマセロを、FHAを使うことで儲けた建設業者の例として挙げた。彼らはまず3万4200ドルで土地を買い、自分たちの会社に年6万ドル超の利用料で貸し出す（99年契約）。たとえその地に建てたアパートに一人として借り手が現れなかったとしても、FHAは150万ドルを支払う必要が生じる。フレッドとトマセロはアパートにかかる費用よりも350万ドルもの利益を得る計算となる、とマッケナは指摘した。フレッドは翌月の証人喚問にて、その利益は「偶発的利益」であると主張した。戦後のローン保証制度（当時は既に期限が切れており、FHAによってガチガチに制限されていた）の元でなら、建設業者はアパート建設に乗り出さなかったであろうと述べている。この証言を受けて1954年9月にはビーチ・ヘイブン居住者2500人がフレッドとFHAを訴えた。フレッドは意図的に「偶発的利益」を生み出し、実際にかかった建設費よりも400万ドルもの利用料を受け取っており、結果として賃料が不適切なまでに跳ね上がったというのである。
フレッドはその後もニューヨーク市にある広大な共同住宅を通じて、手ごろな価格の住宅（2万7000以上もの低所得層向け複数世帯住宅など）を建設・運営していった。また、テラスハウス（庭付き長屋）をブルックリン区（コニーアイランドやベンソンハースト、シープスヘッド・ベイ、フラットブッシュ、ブライトンビーチ）やクイーンズ区（フラッシングやジャマイカ地区）に建設・運営した。
1968年には息子のドナルドが22歳でエリザベス・トランプ・アンド・サンに入社、1974年には社長に就任し、1980年に社名を「トランプ・オーガナイゼーション」に変更した。1970年代半ばにはフレッドはドナルドに100万ドルを借りており（1400万ドル以上もの巨額借入という説もある、もっともドナルドはのちに「ほんの少しの借り入れ」と表現した）、それもあって、フレッドがブルックリン区・クイーンズ区に固執する一方で、ドナルドはマンハッタン区で不動産業を始めることとなった。ドナルドはのちに「知っての通り、成功者の息子は父という競争相手を持たざるを得ません。私は父と別の地区で仕事することで、マンハッタン区を独り占めできたのです」と述べた。
1980年代には、ベンヤミン・ネタニヤフと友人となった。

### 論争
著名なフォークシンガーソングライターであるウディ・ガスリー（1950年からフレッドが管理する、ニューヨーク市ブルックリン区のアパートの居住者だった）はフレッドを批判し、「多くの人々の心に」人種差別的憎悪を掻き立てて来たと告発する歌詞を書いた。
1973年には司法省が、黒人に部屋を貸さなかったとしてトランプ・オーガナイゼーションを公民権侵害の疑いで告発した。全国都市同盟（著名な公民権運動組織の一つ）が黒人と白人の調査員をそれぞれトランプ・オーガナイゼーション所有のアパートに派遣したところ、白人は借りることが出来たが黒人は断られた。法廷記録によると4名のアパート管理人・住宅斡旋業者が、トランプ・オーガナイゼーションのセントラルオフィスに、誰に住居を貸したか・誰に貸し出しを断ったかの人種別報告書を送ったと証言した。ヴィレッジ・ヴォイス誌は、ある住宅斡旋業者がフレッドに、黒人に住居を貸さないよう、また既に住んでいる黒人には退去を促すよう指導されたと報道した。1975年に司法省により、「かつて協議されたものの中で最も遠大な計画の一つ」と称される同意判決（当事者の同意のみに基づいて下される判決）が出された。フレッドは空き部屋の広告をマイノリティー向け新聞・雑誌に出すこと、全国都市同盟と共同で空き部屋のリストを作成することを義務付けられた。そして「フレッドらが人種差別的行為を何度も繰り返した結果、人種間の機会平等が相当に阻害された」と結論付けた。

### 晩年
フレッドは晩年、6年間アルツハイマー病を患った。1999年6月に肺炎を発症し、ニューヨーク市ニューハイド・パークにあるロングアイランド・ユダヤ人メディカルセンターに入院し、数週間後に93歳で死去した。資産は家族によると2億5000万ドルから3億ドルとされた。葬儀は協同改革派プロテスタント・オランダ教会のマーブル協同教会で執り行われ、ニューヨーク市クイーンズ区ミドルヴィレッジにあるルーテル全宗派共同墓地に葬られた。妻マリー・アンは続く夏に88歳で死去した。

## 慈善活動
フレッドは妻であるマリー・アン・マクラウドとともに、ジャマイカ・ホスピタル・メディカル・センター（ニューヨーク市ジャマイカ地区）にトランプ分館を寄付した。また、全米腎臓基金（ニューヨーク州、ニュージャージー州）や、重度障碍児に普通教育を受けさせることを目的とした地域住民の協会、脳性小児まひ基金（ニューヨーク州、ニュージャージー州）にも活動拠点を提供した。また、ホスピタル・フォー・スペシャル・サージャリー（整形外科専門病院）とロングアイランド・ユダヤ人メディカルセンターに慈善寄付を行った。イスラエル公債の主だった出資者でもあった。1960年代にはニューヨーク市フラットブッシュに、ビーチヘイブンユダヤ人センターを建てる用地を提供している。
ニューヨーク市クイーンズ区にあるキュー・フォレスト・スクール（大学進学を目指す富裕層向けの私立全寮制高校）の運営委員も務めた。

## 家族

### 妻
1939年にフレッドはスコットランド系移民のマリー・アン・マクラウド（1912年5月10日 - 2000年8月7日）と結婚した。マリー・アンはスコットランドのルイス・ハリス島に生まれ、1930年5月2日にグラスゴー発のイギリス郵船に乗り、18歳の誕生日の翌日にニューヨークに到着した。乗船者リストには彼女がアメリカに永住したいこと、職を探していること、祖国に戻るつもりはないことが記されている。仕事欄には姉であるマリー・ジョアンと同じく、「メイド（屋内で家事労働を行う）」と記されていた。
ニューヨークに辿り着いたとき、マリー・アンは50ドルしか持っていなかった。その後、家事労働者として少なくとも4年間働いた。1934年には一度スコットランドに里帰りし、再びニューヨークに戻っている。「再入国許可証（アメリカ滞在のみを許可し、永住権取得を促すもの）」をワシントンで得て再度「メイド」として登録し、姉のキャスリーン・リードとともに住んだ。
1940年の国勢調査によると、マリー・アンは1935年4月の時点でニューヨーク市デボンシャーロードに住んでおり、ここはフレッドが家族と住んでいる地でもあった。この調査ではマリー・アンはアメリカ市民と誤って記載されているが、実際に彼女がアメリカに帰化したのは1942年3月10日である。

### 子供たち
フレッドには5人の子供がいた。年長から順に、マリアン（1937年 - 2023年、アメリカ合衆国連邦裁判所判事）、フレデリック・フレッド・ジュニア（1938年 - 1981年）、エリザベス（1942年 - 、チェイス・マンハッタン銀行の重役秘書）、ドナルド（1946年 - 、第45・47代アメリカ合衆国大統領）、ロバート（1948年 - 2020年、父フレッドの財産管理会社社長）である。フレッド・ジュニアは父フレッドに先立ち、42歳でアルコール中毒の合併症で亡くなっている。